# 豊田賢治
豊田 賢治（とよだ けんじ、1979年12月24日 - ）は、埼玉県春日部市出身の元ハンドボール選手。ポジションは右サイド。180 cm、80 kg。左利き。血液型はB型。浦和学院高校 - 国士舘大学出身。愛称はケンもしくはトヨケン。

## 経歴
春日部市立中野中学校でハンドボールを始める。浦和学院高校では1年次からメンバー入りし、2年次の1996年、全国高校総体で準優勝。その後国士舘大学を経て、2001年、大崎電気ハンドボール部（大崎オーソル）へ加入。大崎オーソルでは副主将を歴任。第29回(2004-2005)、第30回(2005-2006)、第32回(2007-2008)日本リーグベストセブンに選ばれた。2007年-2008年、北京五輪アジア予選・世界最終予選の日本代表に選ばれるなど日本代表でも活躍。
2008年末に韓国の斗山へ移籍。2009年、外国人選手では初となる韓国ハンドボール大祭典（リーグ戦）出場を果たす。その後、大崎オーソルに復帰。
2016年4月19日に現役引退を本人のblog上で発表。現在は母校の国士舘大学ハンドボール部でコーチを務めている。